# 3140 Stellafane
3140 Stellafane è un asteroide della fascia principale del diametro medio di circa 24,75 km. Scoperto nel 1983, presenta un'orbita caratterizzata da un semiasse maggiore pari a 3,0162311 UA e da un'eccentricità di 0,1046795, inclinata di 11,27292° rispetto all'eclittica.
L'asteroide è dedicato all'omonimo meeting annuale di costruttori di telescopi in Vermont, riconosciuto a livello mondiale per la sua importanza nel design e nell'innovazione dei telescopi.